# Буряк Сергій Васильович
Сергі́й Васи́льович Буря́к (нар. 1 квітня 1966, місто Донецьк) — український політик. Народний депутат України. Заслужений економіст України. Кандидат економічних наук. Голова Державної податкової адміністрації України (24 грудня 2007 — 17 березня 2010). Кандидат економічних наук (з 2002). Член Комітету з економічних реформ (з вересня 2010).

## Освіта
З 1983 до 1989 року навчався у Київському інституті народного господарства за спеціальністю «Фінанси та кредит». Кандидатська дисертація «Активізація інвестиційної діяльності в перехідній економіці України» (Київський національний економічний університет, 2001).

## Кар'єра
- Липень 1984 — травень 1986 — служба в армії, місто Чернігів.
- Травень 1988 — січень 1990 — секретар комітету комсомолу Київського інституту народного господарства Радянського райкому ЛКСМУ міста Києва.
- Квітень 1990 — травень 1991 — аспірант, травень — серпень 1991 — асистент кафедри фінансів Київського інституту народного господарства.
- Серпень 1991 — січень 1992 — голова правління «Орендкоопбанка УРСР», місто Київ.
- Січень 1992 — лютий 1996 — голова правління АБ «Брокбізнесбанк», місто Київ.
- Липень 1999 — січень 2007 — член Ради НБУ. Член спостережної ради ВАТ «Державний ощадний банк України».
- З березня 2003 — член колегії Державної податкової адміністрації України. Член Державної комісії з питань стратегії економічного і соціального розвитку.
- 24 грудня 2007 — 17 березня 2010 — голова Державної податкової адміністрації України.

- Був членом Партії промисловців і підприємців України (з липня 2005). Член партії ВО «Батьківщина» (грудень 2005–2010)
- Володіє англійською мовою.
- Захоплюється туризмом, грою в гольф, полюванням.

## Сім'я
Дружина Олена Миколаївна (1966) — економіст Департаменту бухгалтерського обліку та звітності АБ «Брокбізнесбанк». Син Олександр (1994), дочка Ганна (1999).

## Парламентська діяльність
Народний депутат України 2-го скликання з 24 грудня 1995 до 12 травня 1998 за Ірпінським виборчим округом № 211 Київської області, висунутий трудовим колективом. Член групи «Єдність». Член Комітету з питань паливно-енергетичного комплексу, транспорту і зв'язку.
Народний депутат України 3-го скликання з 12 травня 1998 до 14 травня 2002 за виборчим округом № 193 Хмельницької області. З'явилось 78.3 %, «за» 38.9 %, 16 суперників. На час виборів: народний депутат України, безпартійний. Член фракції НДП (травень 1998 — лютий 1999), член групи «Відродження регіонів» (лютий 1999 — квітень 2001), член фракції партії «Демократичний союз» (квітень — листопад 2001), член фракції партії «Єдність» (з листопада 2001). Член Комітету з питань фінансів і банківської діяльності (з липня 1998).
Народний депутат України 4-го скликання з 14 травня 2002 до 25 травня 2006 за виборчим округом № 193 Хмельницької області, самовисування. «За» 61.38 %, 5 суперників. На час виборів: народний депутат України, безпартійний. Член фракції «Єдина Україна» (травень — червень 2002), член фракції партій ППУ та «Трудова Україна» (червень 2002 — квітень 2004), член фракції політичної партії «Трудова Україна» (квітень — грудень 2004), позафракційний (грудень 2004 — січень 2005), член групи ППУ — Воля народу (січень — лютий 2005) уповноважений представник групи «Воля народу» (лютий — березень 2005), уповноважений представник фракції ПППУ (березень — грудень 2005), член фракції «Блок Юлії Тимошенко» (з грудня 2005). Голова Комітету з питань фінансів і банківської діяльності (з червня 2002).
Народний депутат України 5-го скликання з 25 травня 2006 до 19 червня 2007 від «Блоку Юлії Тимошенко», № 37 в списку. На час виборів: народний депутат України, член партії ВО «Батьківщина». Член фракції «Блок Юлії Тимошенко» (з травня 2006). Член Комітету з питань фінансів і банківської діяльності (з липня 2006). 19 червня 2007 достроково припинив свої повноваження під час масового складення мандатів депутатами-опозиціонерами з метою проведення позачергових виборів до Верховної Ради.
Народний депутат України 6-го скликання з 23 листопада 2007 до 23 травня 2008 від «Блоку Юлії Тимошенко», № 38 в списку. На час виборів: тимчасово не працював, член партії ВО «Батьківщина». Член фракції «Блок Юлії Тимошенко» (з листопада 2007). Член Комітету з питань фінансів і банківської діяльності (з 26 грудня 2007). Склав депутатські повноваження 23 травня 2008.
Народний депутат України 7-го скликання з 12 грудня 2012 за виборчим округом № 190 Хмельницької області, самовисування. «За» 42,65 %, 7 суперників. На час виборів: голова у відставці Державної податкової адміністрації України, безпартійний. В минулому член фракції Партії регіонів (з грудня 2012). Перший заступник голови Комітету з питань бюджету (з грудня 2012).

## Нагороди, державні ранги
- Орден князя Ярослава Мудрого V ст. (24 серпня 2013) — за значний особистий внесок у державне будівництво, соціально-економічний, науково-технічний, культурно-освітній розвиток України, вагомі трудові здобутки та високий професіоналізм[12]
- Орден «За заслуги» III (2003), II (жовтень 2004), I ступенів (лютий 2010).
- Заслужений економіст України (з січня 1998).
- Почесна грамота Кабінету Міністрів України (липень 2003).